# Vevericam nič ne uide
Vevericam nič ne uide (COBISS) je zbirka kratkih zgodb, prvenec pisatelja Nejca Gazvode. Knjiga je izšla pri Založbi Goga v Novem mestu leta 2004. Delo je bil nominirano za najboljši literarni prvenec leta 2004. Zanj je Gazvoda prejel nagrado Zlata ptica 2005 za literaturo in nagrado za najboljšo zbirko kratke proze, Dnevnikovo fabulo 2006.

## Vsebina
Zbirka trinajstih zgodb Vevericam nič ne uide govori o odraščanju ter njegovih prijetnih in neprijetnih straneh. V zgodbah nastopajo junaki z istimi imeni, vendar so osebe vsakič različne. Zgodbe pripovedujejo o različnih družinskih usodah. Pripovedi so združene v tenkočutno idejno celoto, ki se osredotoča na nevarnosti iskanja bivanjskega prostora med dejanskostjo in domišljijo.

## V filmu
Motivi iz zgodbe Grobarček so našli svoje mesto v stranski zgodbi celovečernega filma režiserja Janeza Lapajneta Osebna prtljaga iz leta 2009, pri katerem je bil Nejc Gazvoda soscenarist, knjižni izvod zbirke Vevericam nič ne uide pa se je znašel v nekaterih prizorih v tem filmu.